# Heinrich Schilausky
Heinrich Schilausky (* 1912 in Köln; † nach 2000) war ein deutscher Radrennfahrer.
Heinrich Schilausky startete für den Rad- und Kraftfahrerbund Solidarität Köln-Zollstock. Mit 15 Jahren begann er, Radrennen zu fahren. Während seiner gesamten Laufbahn errang er rund 200 Siege und war damit einer der wenigen Spitzenfahrer aus Kreisen des Arbeitersportes. Sein größter Erfolg war der Gewinn der Goldmedaille bei der 2. Arbeiterolympiade in Wien 1931 im Sprint auf der Bahn. Mit der Machtergreifung durch die Nationalsozialisten im Januar 1933 endete seine sportliche Laufbahn, da die Arbeiter-Sportvereine verboten wurden und sich Schilausky aus Überzeugung keinem anderen Verein anschließen wollte; Angebote, zu den Profis überzutreten, lehnte er ebenfalls ab.
Schilausky begann ein Ingenieur-Studium und war während des Zweiten Weltkriegs unter anderem beim Bau des Westwalls eingesetzt; ein Versuch von ihm, in die Vereinigten Staaten auszuwandern, war zuvor gescheitert. Nach dem Krieg gründete er in Köln eine Heizungs- und Sanitärfirma. Bis ins hohe Alter bildete er Meister an einer Berufsschule aus und nahm Prüfungen ab. 1983 wurde er gemeinsam mit sechs weiteren Arbeiter-Olympiasiegern in Wien geehrt. Die Ehrung nahm Annemarie Renger vor, damalige Vizepräsidentin des Deutschen Bundestag und Tochter von Fritz Wildung, einem prominenten Vertreter des Arbeitersports.